# Falakata
Falakata é uma vila no distrito de Jalpaiguri, no estado indiano de Bengala Ocidental.

## Geografia
Falakata está localizada a 26° 32′ N, 89° 12′ L. Tem uma altitude média de 88 metros (288 pés).

## Demografia
Segundo o censo de 2001, Falakata tinha uma população de 18 801 habitantes. Os indivíduos do sexo masculino constituem 51% da população e os do sexo feminino 49%. Falakata tem uma taxa de literacia de 76%, superior à média nacional de 59,5%: a literacia no sexo masculino é de 81% e no sexo feminino é de 71%. Em Falakata, 12% da população está abaixo dos 6 anos de idade.